# Cayetano Martínez de Irujo
Cayetano Luis Martínez de Irujo y Fitz-James Stuart, 4. Herzog von Arjona, 13. Graf von Salvatierra (* 4. April 1963 in Madrid) ist ein spanischer Springreiter.

## Werdegang
Martínez de Irujo wurde 1963 als jüngster Sohn von Cayetana Fitz-James Stuart, Herzogin von Alba und Berwick, und Luis Martínez de Irujo geboren. Er begann im Alter von fünf Jahren mit dem Reiten. Bereits im Juniorenalter ritt er erste Nationenpreise in dieser Altersklasse.
Nachdem er seine Schullaufbahn am British Institute in Madrid beendet hatte, konzentrierte er sich vollständig auf den Reitsport. Im Alter von 19 Jahren zog er für drei Monate auf die Anlage von Hans Günter Winkler. Ende der 1980er Jahre verließ er aufgrund des Ausbruchs der Afrikanischen Pferdepest erneut Spanien und zog für vier Jahre in die Niederlande. Nach zwei weiteren Zwischenstationen in Frankreich und Großbritannien zog er im Jahr 2001 wieder nach Spanien. Er kommt für Trainingsaufenthalte jedoch regelmäßig zu Ludger Beerbaum nach Deutschland.
Von 1999 bis 2007 war Martínez de Irujo Präsident des International Jumping Rider Clubs (IJRC), der Interessenvertretung der international startenden Springreiter. Nachdem Rodrigo Pessoa vier Jahre dieses Amt innegehabt hatte, wurde Martínez de Irujo im September 2011 erneut zum Präsidenten gewählt. Von 2013 bis 2017 war er Vizepräsident des IJRC unter der neuen Präsidentin Christina Liebherr.
Im Jahre 2006 spielte er im Film Goyas Geister die Rolle des Dukes of Wellington.

## Erfolge
Den vermutlich wichtigsten Erfolg in seiner Karriere erzielte Martínez de Irujo im Jahr 1992, als er bei den in Spanien ausgetragenen Olympischen Spielen mit der spanischen Mannschaft den vierten Rang erzielte. Daneben nahm er an drei Europameisterschaften, vier Weltmeisterschaften und mehreren Nationenpreisen teil. Im Jahr 2006 wurde Martínez de Irujo zudem mit Kesberoy St. Aubert spanischer Meister der Springreiter.
- Olympische Sommerspiele:
  - 1992, Barcelona: mit Palestro 4. Platz mit der Mannschaft und 43. Platz in der Einzelwertung[8]

- Weltmeisterschaften:
  - 1986, Aachen: mit Kaoua 12. Platz mit der Mannschaft und 36. Platz in der Einzelwertung
  - 1990, Stockholm: mit Elegast 26. Platz in der Einzelwertung
  - 1994, Den Haag: mit Palestro 12. Platz mit der Mannschaft und 60. Platz in der Einzelwertung
  - 1998, Rom: mit Golan 15. Platz mit der Mannschaft und 79. Platz in der Einzelwertung

- Europameisterschaften:
  - 1989, Rotterdam: mit Buenos Aires 24. Platz in der Einzelwertung
  - 1991, La Baule: mit Elegast 6. Platz mit der Mannschaft und 24. Platz in der Einzelwertung
  - 2003, Donaueschingen: mit Delon VA 13. Platz mit der Mannschaft und 17. Platz in der Einzelwertung[9]

## Privates
Cayetano Martinez de Irujo trägt den Titel eines Grafen (Conde) von Salvatierra  den seine Mutter an ihn abgetreten hat. Den Titel Herzog von Arjona trat die Herzogin von Alba im Jahr 2013 ebenfalls an ihn ab. Martinez de Irujo war zwischen 2005 und 2008 mit der aus Mexiko stammenden Genoveva Casanova González (* 1976) verheiratet; das Paar hat zwei Kinder.